# 排水量

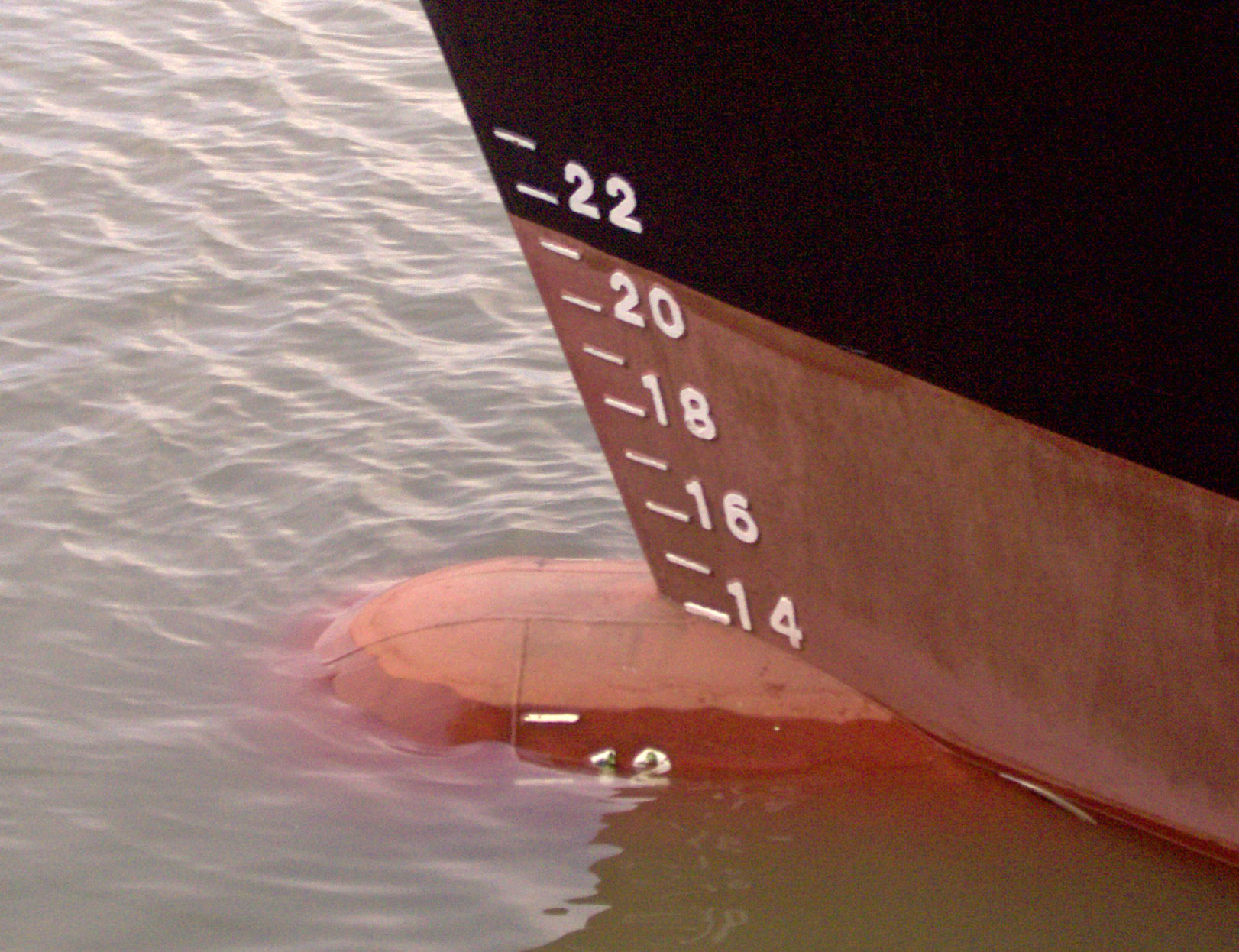
船の船首

排水量（はいすいりょう、英語: displacement）とは、船の重量を示す数値であり、主として艦艇について用いられる。トン数の一種であり、排水トン数（displacement tonnage）とも称される。
載貨重量トン数（deadweight tonnage）とは別物なので、混同してはならない。 

## 計算法

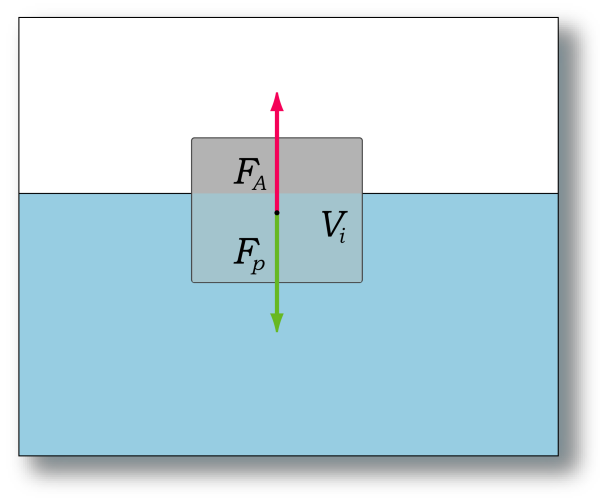
水に浮かぶ物体は、物体の重さと浮力が釣り合うときに、物体は静止する。また、浮力の大きさは、水面から下で物体が排除した重さによる力の大きさに等しい。

排水量とは、船を水上に浮かべた際に押しのけられる水の重量をトン単位で示した数値である。アルキメデスの原理より、船の重量に等しい数字となる。ただし、完成した船を実際に計量するのではなく、海水の比重を考慮したうえで設計図を基に喫水線下の体積から算出されるのが一般的である。計算にあたっては、まず正面線図を用いて各断面での計画吃水線下の面積をプラニメータで求めたのち、これらの面積をシンプソンの第1法則を用いて計算することで、裸殻排水量（naked displacement）が求められる。これに副部排水量として外板排水量（skin displacement）と付加物排水量（appendages displacement）を加えると全排水量となる。
なお常備排水量については、下記のような概算法が知られている。これによって、実際の値の95 - 98パーセント程度の近似値を得ることができる。
{\displaystyle \Delta _{N}=1.025L_{wl}B_{wl}dC_{b}}
{\displaystyle \Delta _{N}}：常備排水量
{\displaystyle L_{wl}}：水線長
{\displaystyle B_{wl}}：水線幅
{\displaystyle d}：吃水
{\displaystyle C_{b}}：方形係数（駆逐艦では一般的に0.47 - 0.52程度）

## 種類
艦船の状態によって排水量は異なるため、以下の通り複数のものがある。なお、以下で「水」とあるのは飲料水その他の生活用水ではなく、予備罐水、つまり蒸気機関で使用する補充用の水のことである。

### 満載排水量
満載排水量（英: full load displacement）は、乗組員・弾薬・燃料・水など、計画上搭載できるもの全てを搭載した状態での排水量。ただしバラスト水は半量とする。
アメリカ海軍ではこの値を設計排水量として用いている。

### 常備排水量
常備排水量（英: normal load displacement）は、乗員と弾薬は定数を、また燃料・真水・糧食などの消耗品は2⁄3を搭載した状態の排水量。戦場（目的地）に到着したときの状態を想定したものである。
大日本帝国海軍では公試排水量と称していた。日本の伝統的な設計思想として、戦場に到着した際に最大の性能を発揮することとしており、この公試排水量・常備排水量が設計排水量として用いられる。なお大日本帝国海軍の場合、大正時代末期までは、公試排水量とは別に、弾薬3⁄4、燃料1⁄4、水1⁄2の搭載状態を常備排水量として定義していた。

### 基準排水量
基準排水量（英: standard displacement）は、満載状態から燃料と予備水を差し引いた状態の排水量。軍縮条約で用いるために定められた計算上の値であり、実運用においてこれに相当する状態があるわけではない。
基準排水量は、戦艦や航空母艦といった水上艦の兵力について国際的な制限を課すワシントン海軍軍縮条約（1923年発効）において、各国の艦を同一の基準で比較するために用いられており、上記の定義もこの会議の際のイギリスの提案を採用したものであった。また潜水艦についても、ロンドン海軍軍縮条約（1930年発効）において採用された。このためもあり、新聞や年鑑、雑誌などでしばしば用いられる。
ただしワシントン海軍軍縮条約は事実上失効しており、特に第2次世界大戦後の艦艇に適用する義務はない。ジェーン海軍年鑑に基準排水量を記載している国もいくつかあるが、算定基準はばらばらであり、海軍力の尺度としてもふさわしいものではない。

#### 海上自衛隊における基準排水量
海上自衛隊も、艦艇の公式諸元として「基準排水量」を公表しているが、その定義は、
「満載状態から、燃料／真水・消費補給物品（糧食・弾薬など）・バラストなどを除いた状態における排水量」
※根拠規定：船舶設計基準細則（1978年〈昭和53年〉制定）
であり、建造排水量（純粋な艦としての重さ）と等しい。

### 軽荷排水量
軽荷排水量（英: light displacement）は、弾薬・燃料など全ての消耗品を搭載しない状態の排水量。なお、実際にこの状態で航行すると復原性が低下することから、バラストタンクにバラスト水を注水して重心を下げることになるが、これを補填軽荷排水量（ballasted light displacement）と称する。